# Kathryn Card
Kathryn Card (4 de outubro de 1892 — 1 de março de 1964) foi uma atriz norte-americana de televisão, rádio e cinema. É mais conhecida por seu papel como Sra. McGillicuddy, mãe de Lucy em I Love Lucy.